# メイ・ウィルソン・プレストン
メイ・ウィルソン・プレストン（英語: Mary (May) Wilson Watkins Preston, 1873年8月28日 - 1949年5月18日）はアメリカ合衆国の画家、イラストレーターである。

## 略歴
ニューヨークで生まれた。若い頃から絵を描き、16歳の時にはニューヨークのウィメンズ・アート・クラブの創立メンバーになった。美術家になるのに反対な両親はオーバリン大学に1889年に入学させたが1892年に、教師の一人に両親を説得してもらい、美術の道に進んだ。アート・スチューデンツ・リーグ・オブ・ニューヨークで1892年から1897年までウィリアム・メリット・チェイスやロバート・ヘンライ、ジョン・ヘンリー・トワックトマンに学んだ。その後パリでジェームズ・マクニール・ホイッスラーが開いたアカデミー・カルメンで学んだ。
1901年にアカデミー・カルメンが閉校になるとアメリカに戻り、ウィリアム・メリット・チェイスが設立したニューヨーク美術学校(後のパーソンズ美術大学)で学んだ 。女性画家のエディス・ディモック（Edith Dimock:1876–1955)らと知り合い、女性画家3人でスタジオを開いた。
1898年に結婚するが、最初の夫は1900年に亡くなり、1903年に「アシュカン派」の画家、ジェームズ・ムーア・プレストン(James Moore Preston:1873–1962) と結婚した。友人のディモックもアシュカン派のウィリアム・グラッケンズと結婚し、2組の夫婦は1911年から1917年の間、夏は海辺の町ベルポートで暮らし、一緒にヨーロッパを旅した。プレストン夫妻は芸術家たちの集まるカフェをしばしば訪れた。2人の間に子供は生まれなかった。
メイ・ウィルソン・プレストンが雑誌の挿絵を描き始めたのは、最初の夫が亡くなった後、生活を支えるためで、1900年に雑誌社に絵を持ち込み、翌年ファッション月刊誌、「ハーパーズ バザー」に挿絵が掲載された。「サタデー・イブニング・ポスト」に掲載されたF・スコット・フィッツジェラルドの小説の挿絵などを描き、20世紀初めの主要なイラストレーターの一人となった。
画家としては、1913年のアーモリーショーや1915年のサンフランシスコ万国博覧会に出展し、万国博覧会では賞を受賞した。

## 作品

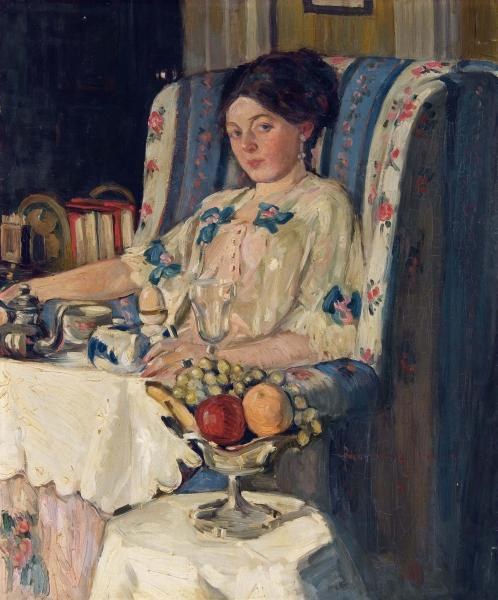
「デジュネ(昼食)]（油絵:c.1910)
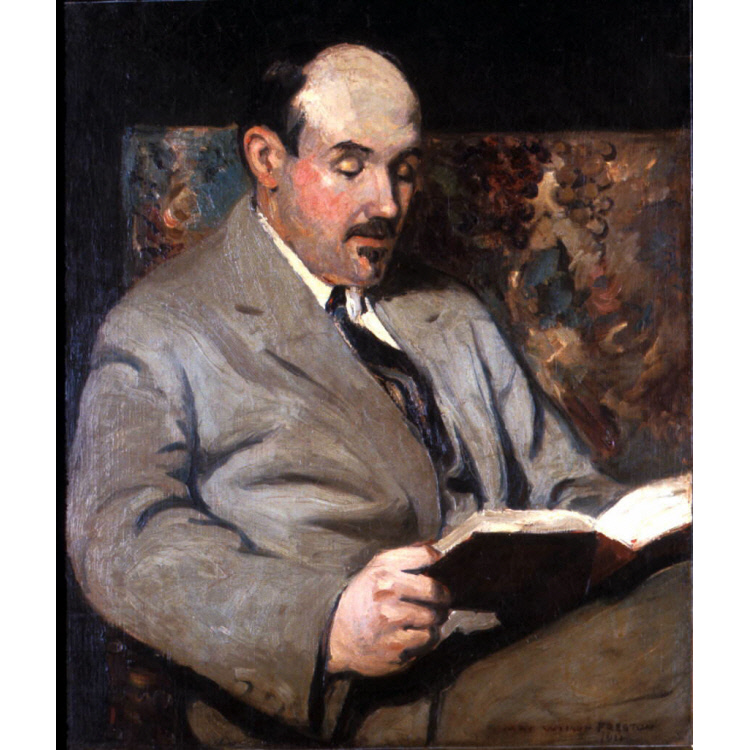
アーネスト・ローソン(画家)(1911)
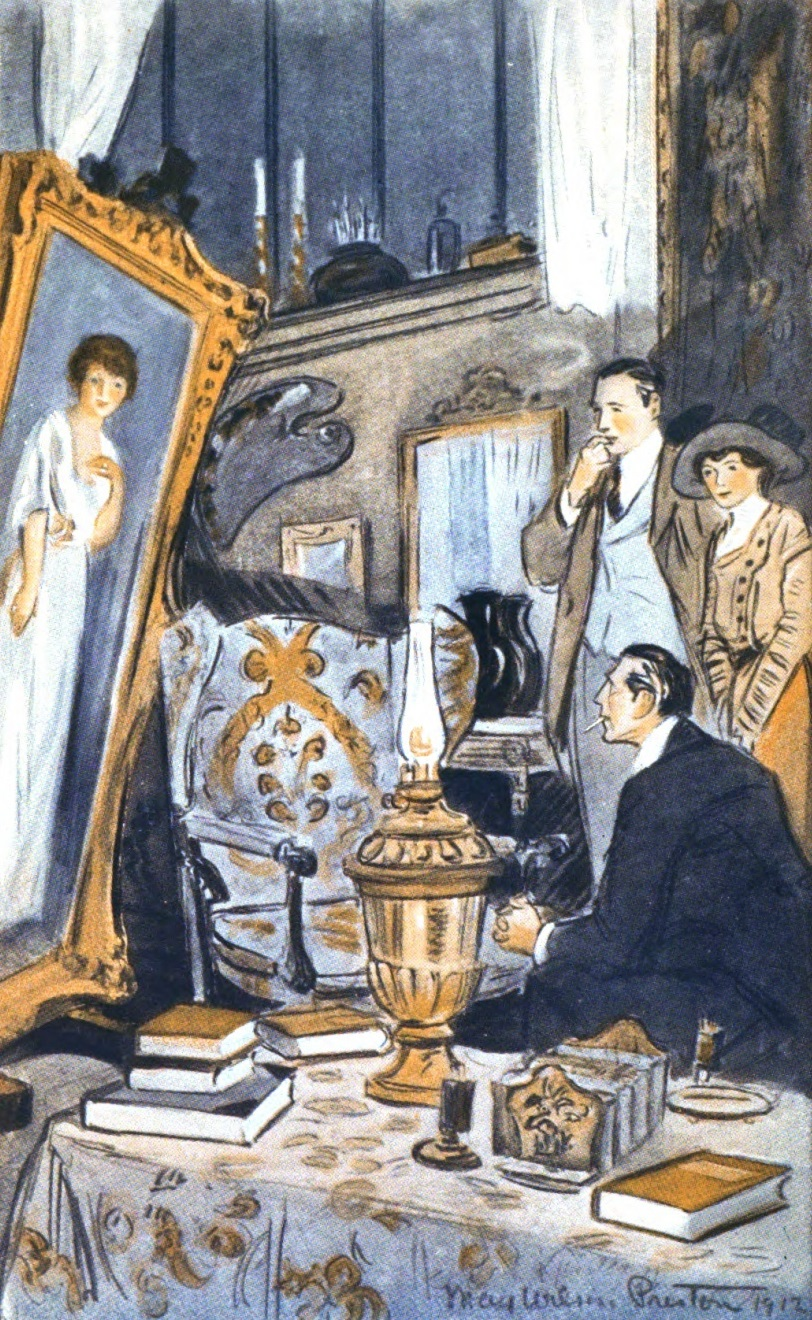
(1912)
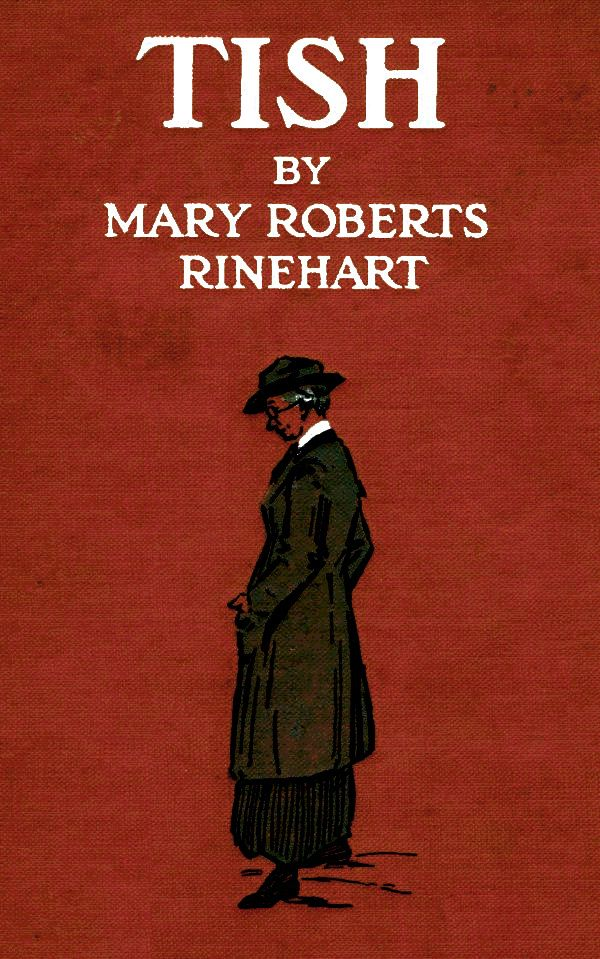
書籍の表紙絵

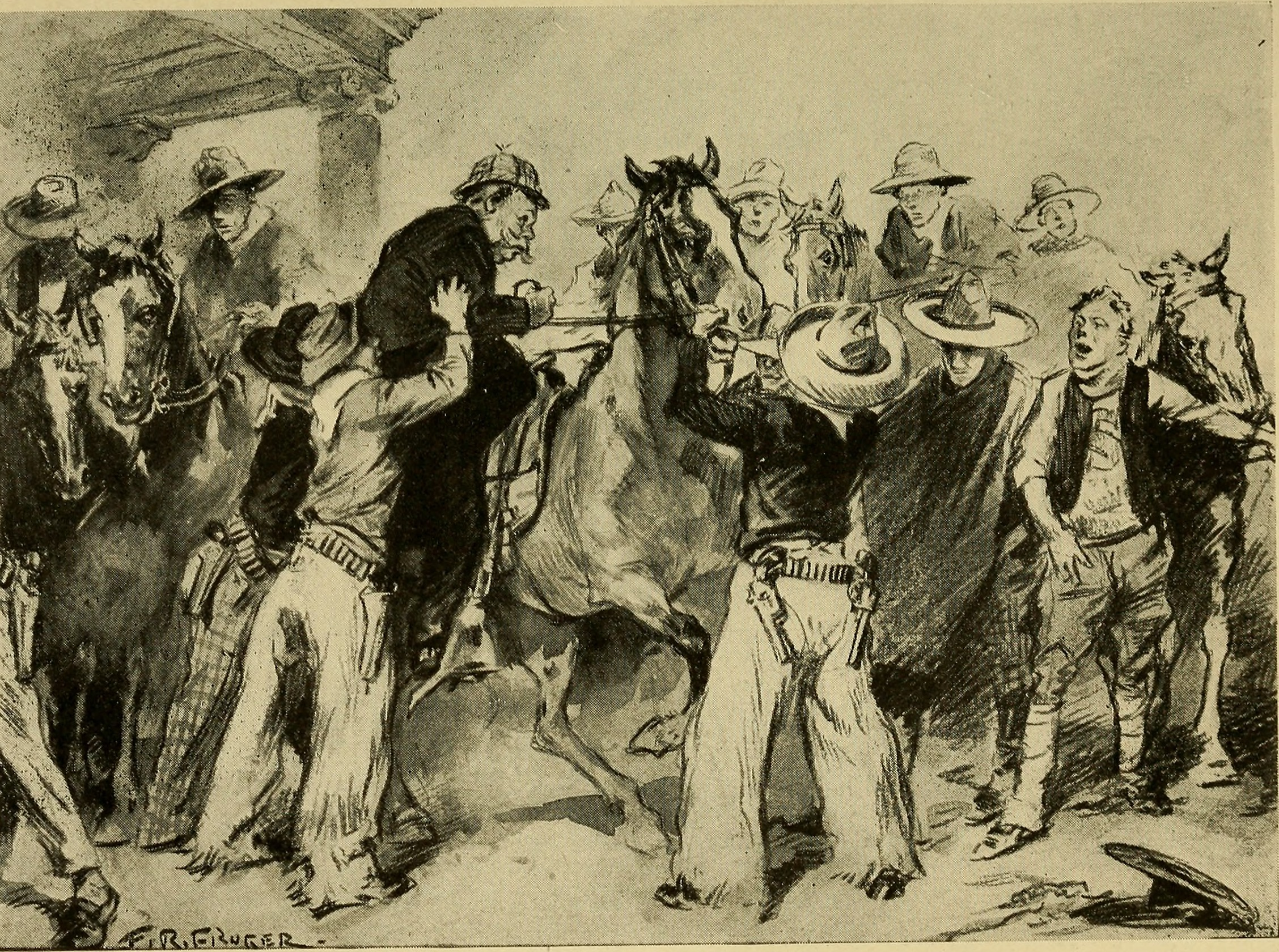
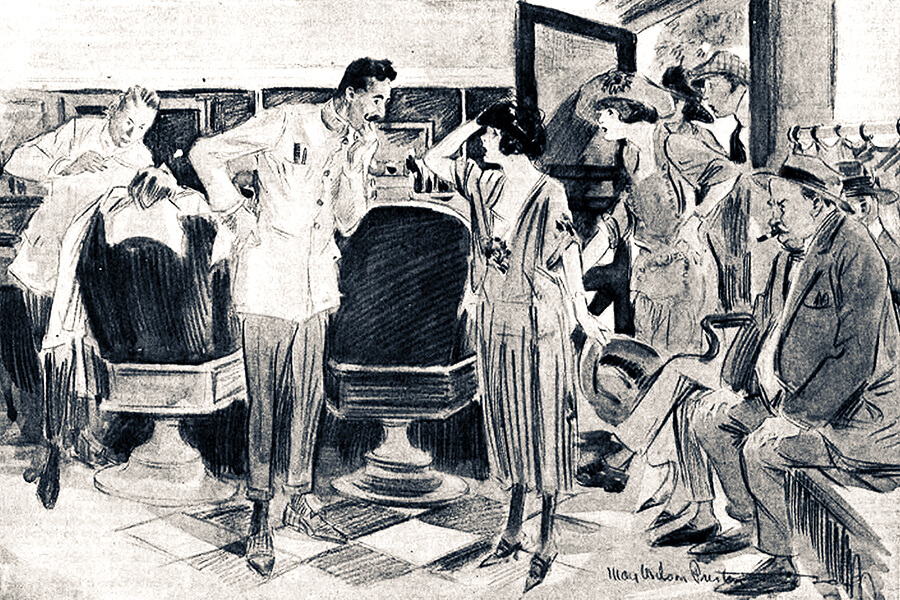
(1920)
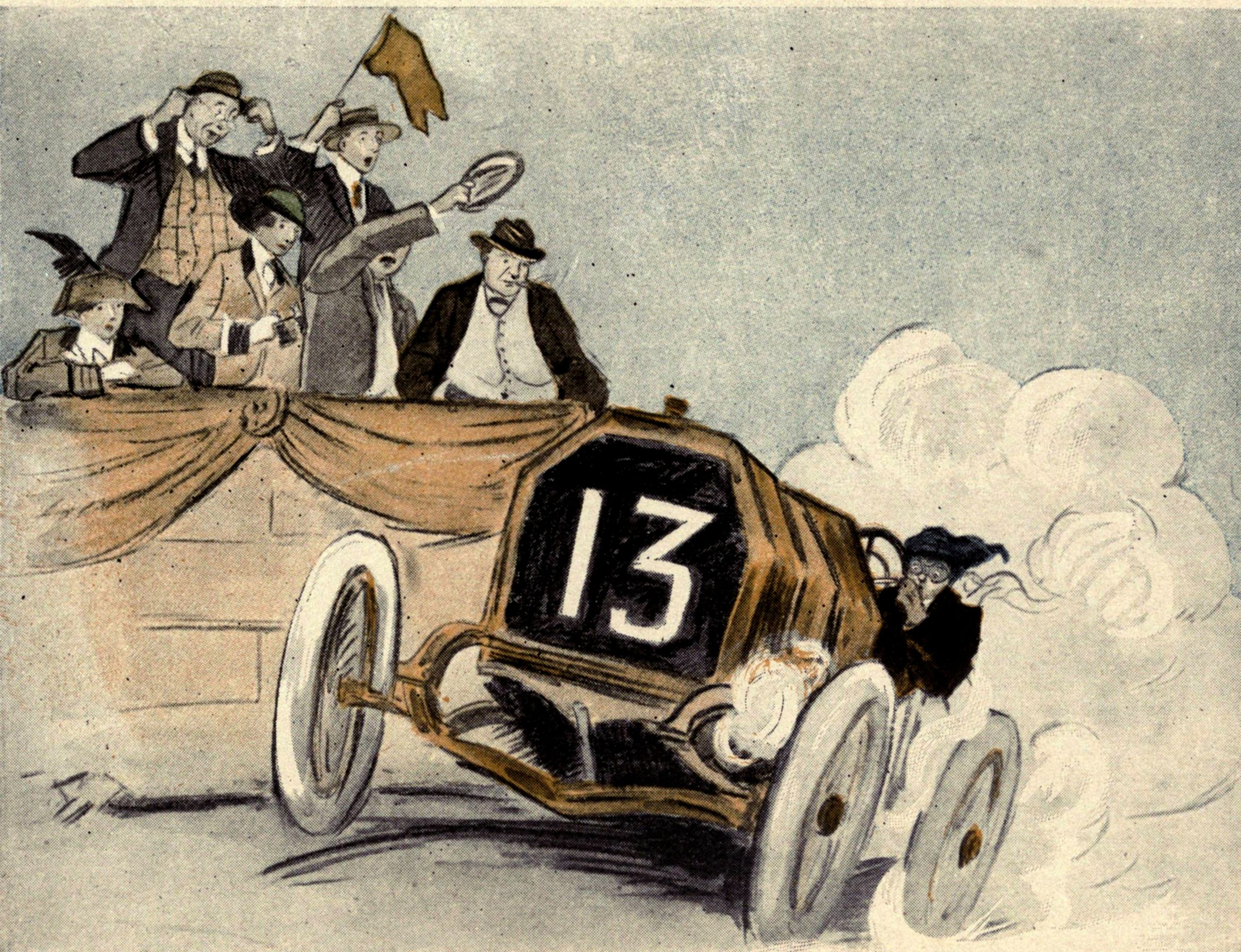